# Бондарєв Артем Юрійович
Артем Юрійович Бондарєв (2000—2022) — сержант Національної гвардії України, учасник російсько-української війни.

## Життєпис
Народився 28 червня 2000 року в місті Путивль Сумської області, проживав у Сумах, після закінчення школи вступив до Сумського фахового коледжу НУХТ. Навчання не закінчив бо підписав контракт з «Азовом».
Загинув 12 березня 2022 року в оточеному російськими окупантами Маріуполі.

## Нагороди
- Орден «За мужність» III ступеня[1].